# Ганьчжоу
Ганьчжо́у (кит. упр. 赣州, пиньинь Gànzhōu) — городской округ в провинции Цзянси КНР.

## География

### Климат
| Показатель                    | Янв. | Фев. | Март | Апр. | Май  | Июнь | Июль | Авг. | Сен. | Окт. | Нояб. | Дек. | Год  |
| ----------------------------- | ---- | ---- | ---- | ---- | ---- | ---- | ---- | ---- | ---- | ---- | ----- | ---- | ---- |
| Средний суточный максимум, °C | 12,5 | 13,4 | 17,9 | 23,7 | 28,4 | 31,1 | 34,5 | 34,2 | 30,8 | 25,9 | 20,0  | 14,9 | 23,9 |
| Средняя температура, °C       | 8,1  | 9,4  | 13,8 | 19,4 | 24,0 | 26,8 | 29,5 | 29,0 | 26,1 | 21,2 | 15,4  | 10,0 | 19,3 |
| Средний суточный минимум, °C  | 5,0  | 6,6  | 10,7 | 16,1 | 20,7 | 23,5 | 25,7 | 25,2 | 22,6 | 17,6 | 11,9  | 6,5  | 16,0 |
| Норма осадков, мм             | 61   | 95   | 160  | 200  | 214  | 209  | 96   | 122  | 93   | 76   | 53    | 38   | 1417 |
| Источник: World Climate       |      |      |      |      |      |      |      |      |      |      |       |      |      |

## История
Во времена империи Цинь эти места входили в состав Цзюцзянского округа (九江郡). После смены империи Цинь на империю Хань они оказались в составе Юйчжанского округа (豫章郡). В 194 году из Юйчжанского округа был выделен Лулиньский округ (庐陵郡).
После окончания эпохи Троецарствия и объединения китайских земель в империю Цзинь из Лулиньского округа в 282 году был выделен Наньканский округ (南康郡), власти которого разместились в Юйду (雩都). В 349 году власти округа переехали в уезд Ганьсянь (赣县).
Во времена империи Суй Наньканский округ был в 589 году переименован в Цяньчжоускую область (虔州). В 607 году Цяньчжоуская область снова стала Наньканским округом, но после смены империи Суй на империю Тан Наньканский округ был в 622 году вновь переименован в Цяньчжоускую область. В 742 году Цяньчжоуская область снова стала Наньканским округом, но уже в 758 году Наньканский округ окончательно стал Цяньчжоуской областью.
Во времена империи Сун три уезда были в 990 году выделены из Цяньчжоуской области, образовав отдельный Наньаньский военный округ (南安军). В 1153 году в связи с тем, что у иероглифа «Цянь» имеются значения «убивать, насильничать, грабить», было решено сделать название области более благозвучным, и Цяньчжоуская область была переименована в Ганьчжоускую область (赣州).
После монгольского завоевания и образования империи Юань Ганьчжоуская область стала в 1277 году Ганьчжоуским регионом (赣州路), а Наньаньский военный округ — Наньаньским регионом (南安路). Когда в середине XIV века разразились антимонгольские восстания, то в 1365 году эти места перешли под контроль повстанцев под руководством Чжу Юаньчжана, и «регионы» были переименованы в «управы» — так появились Ганьчжоуская управа (赣州府) и Наньаньская управа (南安府). После Синьхайской революции в Китае была проведена реформа структуры административного деления, в ходе которой управы были упразднены, поэтому в 1912 году Ганьчжоуская и Наньаньская управы были расформированы.
Когда на завершающем этапе гражданской войны эти места перешли в августе 1949 года под контроль коммунистов, то 15 августа посёлок Ганьчжоу был выделен из уезда Ганьсянь, став городским уездом.
После образования КНР в 1949 году были созданы Специальный район Жуйцзинь (瑞金专区), состоящий из 8 уездов, и Специальный район Ганьчжоу (赣州专区), состоящий из городского уезда Ганьчжоу и 10 уездов. В ноябре 1949 года был создан Ганьсинаньский административный район (赣西南行署区) провинции Цзянси; Специальный район Жуйцзинь был при этом переименован в Специальный район Нинду (宁都专区) и подчинён Ганьсинаньскому административному району, а Специальный район Ганьчжоу упразднён — входившие в его состав административные единицы стали подчиняться властям Ганьсинаньского административного района. 17 июня 1951 года был упразднён Ганьсинаньский административный район и воссоздан Специальный район Ганьчжоу.
29 августа 1952 года Специальный район Нинду был расформирован: уезды Гуанчан, Шичэн и Нинду перешли в состав Специального района Фучжоу (抚州专区), который после этого был переименован в Специальный район Наньчэн (南城专区), а остальные уезды — в состав Специального района Ганьчжоу; вскоре после этого, однако, уезды Шичэн и Нинду также были переданы в состав Специального района Ганьчжоу.
В мае 1954 года Специальный район Ганьчжоу был переименован в Ганьнаньский административный район (赣南行政区), и в его состав перешёл уезд Гуанчан из состава Специального района Фучжоу. В мае 1964 года Ганьнаньский административный район был снова переименован в Специальный район Ганьчжоу. В 1970 году Специальный район Ганьчжоу был переименован в Округ Ганьчжоу (赣州地区). В октябре 1983 года уезд Гуанчан был опять передан в состав Округа Фучжоу (抚州地区).
Постановлением Госсовета КНР от 18 мая 1994 года уезд Жуйцзинь был преобразован в городской уезд.
Постановлением Госсовета КНР от 7 марта 1995 года уезд Нанькан был преобразован в городской уезд.
Постановлением Госсовета КНР от 24 декабря 1998 года были расформированы Округ Ганьчжоу и городской уезд Ганьчжоу, и образован городской округ Ганьчжоу; территория бывшего городского уезда Ганьчжоу стала районом Чжангун в его составе. Это постановление вступило в силу с 1 июля 1999 года.
Постановлением Госсовета КНР от 18 октября 2013 года городской уезд Нанькан был преобразован в район городского подчинения; постановление вступило в силу с 24 февраля 2014 года.
В октябре 2016 года уезд Ганьсянь был преобразован в район городского подчинения.
30 июня 2020 года уезд Луннань был преобразован в городской уезд.

## Административно-территориальное деление
Городской округ Ганьчжоу делится на 3 района, 2 городских уезда, 13 уездов:
| Карта | Карта     | Карта     | Карта         | Карта            | Карта         |
| --- | --------- | --------- | ------------- | ---------------- | ------------- |
| Чжангун Нанькан Ганьсянь Синьфэн Даюй Шанъю Чунъи Аньюань Луннань Диннань Цюаньнань Нинду Юйду Синго Хуэйчан Сюньу Шичэн Жуйцзинь |           |           |               |                  |               |
| Статус | Название  | Иероглифы | Пиньинь       | Население (2010) | Площадь (км²) |
| Район | Чжангун   | 章贡区    | Zhānggòng qū  |                  |               |
| Район | Нанькан   | 南康区    | Nánkāng qū    |                  |               |
| Район | Ганьсянь  | 赣县区    | Gànxiàn qū    |                  |               |
| Городской уезд | Жуйцзинь  | 瑞金市    | Ruìjīn shì    |                  |               |
| Городской уезд | Луннань   | 龙南市    | Lóngnán shì   |                  |               |
| Уезд | Синьфэн   | 信丰县    | Xìnfēng xiàn  |                  |               |
| Уезд | Даюй      | 大余县    | Dàyú xiàn     |                  |               |
| Уезд | Шанъю     | 上犹县    | Shàngyóu xiàn |                  |               |
| Уезд | Чунъи     | 崇义县    | Chóngyì xiàn  |                  |               |
| Уезд | Аньюань   | 安远县    | Ānyuǎn xiàn   |                  |               |
| Уезд | Диннань   | 定南县    | Dìngnán xiàn  |                  |               |
| Уезд | Цюаньнань | 全南县    | Quánnán xiàn  |                  |               |
| Уезд | Нинду     | 宁都县    | Níngdū xiàn   |                  |               |
| Уезд | Юйду      | 于都县    | Yúdū xiàn     |                  |               |
| Уезд | Синго     | 兴国县    | Xīngguó xiàn  |                  |               |
| Уезд | Хуэйчан   | 会昌县    | Huìchāng xiàn |                  |               |
| Уезд | Сюньу     | 寻乌县    | Xúnwū xiàn    |                  |               |
| Уезд | Шичэн     | 石城县    | Shíchéng xiàn |                  |               |

## Экономика
В Ганьчжоу базируется государственная компания China Rare Earth Group — крупнейший в стране производитель редкоземельных элементов. Также в городе расположены Международный сухопутный порт, пищевые, текстильные и биотехнологические предприятия, развито производство комбикормов. Ганьчжоу является крупным центром по выращиванию и переработке апельсинов.
Вокруг национального парка Саньбайшань развивается туристическая отрасль, в том числе отели и кемпинги.

## Транспорт
В декабре 2021 года введена в эксплуатацию 434-километровая высокоскоростная железнодорожная линия Ганьчжоу — Шэньчжэнь.
В августе 2022 года в районе Синго открылся первый в мире подвесной маглев на постоянных магнитах. Линия имеет длину 800 метров, по итогам опытной эксплуатации планируется развитие сети в качестве метрополитена.

## Города-побратимы
- Мак-Аллен (Техас, США, с 1994).
- Руасси-ан-Франс (Валь-д'Уаз, Франция, с 2008)[8].
- Фритаун (Сьерра-Леоне, с 2008).
- Брансуик (Джорджия, США, с 2008).
- Фокида (Греция, с 2011)[9].
- Лимейра (Бразилия, с 2013).